# Kanak0Ppa, Sorab
Kanak0Ppa là một làng thuộc tehsil Sorab, huyện Shimoga, bang Karnataka, Ấn Độ.